# スクイーズアウト
スクイーズアウト(Squeeze Out)は、M&Aにおいて、ある会社の株主を大株主のみとするため、少数株主に対して金銭等を交付して排除すること。スクイーズアウトの日本語訳にあたる「締め出し」あるいは「キャッシュ・アウト」とも呼ばれる。

## 背景
スクイーズアウトによって、少数株主を排除することが必要とされる背景には、次のような事情がある。まず、親会社と子会社の間の利益相反によって少数株主が害されることが問題となるのを予め防ぐために、少数株主を排除するニーズがある。また、上場会社である場合は、少数株主を締め出して上場を廃止することで、上場維持のためのコストを回避することができる。そして、特に、マネジメント・バイアウト(MBO)が行われる場合、企業価値向上を目的として経営陣・投資会社（ファンド）に株式を集中させるため、少数株主を排除することが求められている。
以上のような事情で多数派株主のみが株式を保有するようにしたい場合でも、あまりに多くの少数株主がいると、個別に株式譲渡の同意を取り付けることは困難である。そこで、少数株主の意向に関わらず強制的に株式を取得するスクイーズアウトの制度が必要となってくる。

## 手法
日本では、2005年(平成17年)の会社法制定により、スクイーズアウトの手法が制度的に認められるようになった。会社法制定当初は、全部取得条項（会社法第108条1項7号）付種類株式を利用する手法が一般的であったが、2014年(平成26年)の会社法改正により、株式併合の手法が利用しやすくなるとともに、「特別支配株主の株式等売渡請求」が制度として新設された。
2017年（平成29年）度の税制改正においては、子会社の2/3以上の議決権を持ち、上述の株式併合によるスクイーズアウトが可能な親会社が、株式交換による完全子会社化や吸収合併を行う場合に、少数株主への対価を金銭としても税制適格を失わないようにし、税制上の理由で株式併合などの手続きを経る必要をなくしている。
全部取得条項付種類株式を利用する手法は、まず、既発行株式の全部を、全部取得条項（会社法第108条1項7号）付種類株式とする定款変更を行う。次に株主総会決議によって全部取得条項付種類株式を取得し、取得の対価を他の種類の株式とする。この際、少数株主の株式が全て端数になるような比率に取得の対価を設定すれば、少数株主の所有する株式は端数処理（会社法第234条1項2号）によって消滅する。「新たな種類株式を発行するために必要な定款の変更」「全部取得条項付種類株式の取得に関する決定」は、いずれも会社法で特別決議を要する事項とされている。そのため、スクイーズアウトに先がけ、大株主が議決権の3分の2以上を得る目的で、株式公開買付け（TOB）・大株主を引受先とする第三者割当増資を行うことが多い。

## 上場会社の事例
- 丸山工業（3588） - 2007年11月公表、株主を泉株式会社のみとすることを意図して実施、後に泉株式会社の完全子会社となる[5]。（現在、シンコー工業株式会社[6]。）

- 関西汽船（9152） - 2009年3月公表・9月実施。株主を株式会社商船三井のみとすることを意図して実施。なお、これに先がけて、同年3月から4月にかけ、商船三井による同社への株式公開買い付け（TOB）・第三者割当増資が行われ[7]、同社は商船三井の連結子会社（議決権比率89.11%）となっている[8]。（同年10月、当時同じく商船三井の完全子会社であったダイヤモンドフェリーと共同持株会社フェリーさんふらわあを設立して経営統合。2011年10月、フェリーさんふらわあに合併し解散。）

- AS-SZKi（1995） - 2011年1月公表、株主を株式会社アパマンショップホールディングス創業家一族のみとすることを意図して実施[9]。

- SBI新生銀行（8303） - 2023年9月実施、株主をSBI地銀ホールディングスと政府（預金保険機構・整理回収機構）のみとすることを意図して実施した[10]が、併合後に1株となるだけの株数を直前に取得した旧村上ファンド系のエスグラントコーポレーションも株主として残ることとなった（同社は2025年までに全株を売却）。